# Serrat dels Corrals (Sarroca de Bellera)
El Serrat dels Corrals és un serrat que de la part nord-occidental de l'antic terme de Benés, de l'Alta Ribagorça, ara del terme municipal de Sarroca de Bellera, al Pallars Jussà.
Comença a la zona de la Mosquera, a llevant del poble de Benés, en el camí que duu a Manyanet i el Mesull, i s'enfila cap al nord-oest fins a assolir el cim del Tossal de Cogomar, a 1.996,9 m. alt., a prop del límit amb l'antic terme de Malpàs, actualment pertanyent al municipi del Pont de Suert.
Aquest serrat parteix l'antic municipi de Benés en dues de les tres parts diferenciades en què es podia dividir: el Batlliu de Sas, a migdia i ponent, i la vall de Manyanet, a septentrió i llevant.